# Serra de Concellabre
La Serra de Concellabre és una serra situada al municipis de Llívia, a la comarca de la Baixa Cerdanya i França, amb una elevació màxima de 1.288 metres.